# Cymru Alliance 1996–97
Cymru Alliance 1996–97 là mùa giải thứ bảy của Cymru Alliance kể từ khi thành lập năm 1990. Đội vô địch là Rhayader Town.

## Bảng xếp hạng
| XH | Đội               | Tr | T  | H  | T  | BT | BB | HS  | Đ    | Lên hay xuống hạng                                  |
| -- | ----------------- | -- | -- | -- | -- | -- | -- | --- | ---- | --------------------------------------------------- |
| 1  | Rhayader Town (C) | 34 | 21 | 12 | 1  | 79 | 25 | +54 | 75   | Lên chơi tạiLeague of Wales                         |
| 2  | Rhydymwyn         | 34 | 20 | 8  | 6  | 75 | 48 | +27 | 68   |                                                     |
| 3  | Llandudno         | 34 | 19 | 9  | 6  | 84 | 31 | +53 | 66   |                                                     |
| 4  | Oswestry Town     | 34 | 19 | 9  | 6  | 79 | 31 | +48 | 66   |                                                     |
| 5  | Cefn Druids       | 34 | 19 | 8  | 7  | 74 | 50 | +24 | 65   |                                                     |
| 6  | Knighton Town     | 34 | 19 | 6  | 9  | 68 | 46 | +22 | 63   |                                                     |
| 7  | Llandrindod Wells | 34 | 16 | 7  | 11 | 67 | 44 | +23 | 55   |                                                     |
| 8  | Penrhyncoch       | 34 | 15 | 9  | 10 | 71 | 56 | +15 | 54   |                                                     |
| 9  | Brymbo Broughton  | 34 | 10 | 14 | 10 | 47 | 48 | −1  | 44   |                                                     |
| 10 | Lex XI            | 34 | 12 | 4  | 18 | 54 | 72 | −18 | 40   |                                                     |
| 11 | Denbigh Town      | 34 | 11 | 5  | 18 | 60 | 70 | −10 | 38   |                                                     |
| 12 | Mold Alexandra    | 34 | 12 | 5  | 17 | 51 | 64 | −13 | 038* |                                                     |
| 13 | Buckley Town      | 34 | 10 | 5  | 19 | 39 | 64 | −25 | 35   |                                                     |
| 14 | Llanidloes Town   | 34 | 9  | 7  | 18 | 36 | 77 | −41 | 34   |                                                     |
| 15 | Mostyn Town       | 34 | 8  | 9  | 17 | 46 | 67 | −21 | 33   |                                                     |
| 16 | Penycae           | 34 | 9  | 3  | 22 | 40 | 99 | −59 | 30   |                                                     |
| 17 | Ruthin Town       | 34 | 7  | 3  | 24 | 39 | 68 | −29 | 24   |                                                     |
| 18 | Rhos Aelwyd       | 34 | 7  | 3  | 24 | 42 | 91 | −49 | 24   | Xuống chơi tạiWNL Premier Division Mid Wales League |
| 19 | Carno             | 36 | 6  | 3  | 27 | 42 | 89 | −47 | 21   | Xuống chơi tạiWNL Premier Division Mid Wales League |

Nguồn: Cymru Alliance
Quy tắc xếp hạng: 1. Điểm; 2. Hiệu số bàn thắng; 3. Số bàn thắng.
*Mold Alexandra bị trừ 3 điểm
(VĐ) = Vô địch; (XH) = Xuống hạng; (LH) = Lên hạng; (O) = Thắng trận Play-off; (A) = Lọt vào vòng sau. 
Chỉ được áp dụng khi mùa giải chưa kết thúc: 
(Q) = Lọt vào vòng đấu cụ thể của giải đấu đã nêu; (TQ) = Giành vé dự giải đấu, nhưng chưa tới vòng đấu đã nêu.